# 김성기 (1961년)
김성기 (金聖基, 1961년 11월 21일 ~ )는 대한민국의 전 축구 선수이자 감독으로 선수 시절 포지션은 수비수였으며 강경상업고등학교 축구부 감독을 맡았었다. 축구 선수 염기훈과 권혁진을 사위로 두고 있다.